# Scorpio City
Scorpio City es una novela del escritor colombiano Mario Mendoza esta obra se caracteriza por tener un estilo diferente, en donde se rompe la línea tradicional que demuestra que el bien siempre triunfa sobre el mal.

## Argumento
Dentro del texto se encuentra una fascinante mezcla entre religión, violencia y justicia, aspectos que compaginan muy bien entre sí para crear una historia cautivadora que genera en el lector un interés especial por descubrir qué sucede en el desarrollo de la misma. 
Los tres primeros capítulos de Scorpio City, «Los crímenes», «La secta» y «El manicomio» respectivamente; narran una historia que se desarrolla en la ciudad de Bogotá; habla de un detective que está tras la pista de un asesino en serie que solo ejecuta a prostitutas. A través de la investigación el detective se topa con un testigo de dichos crímenes, quien le comenta el modo en que opera el criminal; aunque es una idea loca y poco creíble, el detective comienza a tenerla en cuenta a través de cómo se va desarrollando la historia. A medida que pasa el tiempo el detective descubre quién está detrás de su caso y se encuentra con una secta al parecer de índole religiosa. Cuando los integrantes de esta secta se dan cuenta de la existencia del detective Sinisterra se deshacen de él enviándolo a un manicomio, lugar donde Sinisterra pierde noción del tiempo y pierde su memoria. Según la manera como se describe la estadía del detective en dicho lugar, este pasó muchos meses, tal vez un año recluido en el hospital psiquiátrico.
Valiéndose de la voz de uno de los narradores de su novela, el autor confiesa: «No deseo escribir una novela tradicional, maniquea, con el característico triunfo del bien sobre el mal en las últimas páginas.
No. Dejaré que la realidad triunfe sobre la forma, respetaré la historia tal y como me la contó Zelia: una historia donde la ciudad es atravesada en varias de sus capas, como un viaje al interior de una cebolla».